# Imanuel Hirschfeld
Imanuel Hirschfeld (* 21. September 1977) ist ein schwedischer Badmintonspieler. 

## Karriere
Imanuel Hirschfeld gewann 2000 die Norwegian International im Herrendoppel mit Peter Axelsson. Bei der Weltmeisterschaft reichte es dagegen nur zu Rang 33. In der Saison 2004/2005 gewann er den EBU Circuit. 2006 siegte er bei den Hungarian International und den Belgian International, 2007 wurde er schwedischer Meister.

## Sportliche Erfolge
| Saison    | Veranstaltung                   | Disziplin    | Platz | Name                                             |
| --------- | ------------------------------- | ------------ | ----- | ------------------------------------------------ |
| 2000      | Norwegian International         | Herrendoppel | 1     | Peter Axelsson / Imanuel Hirschfeld              |
| 2003      | Weltmeisterschaft               | Herrendoppel | 33    | Imanuel Hirschfeld / Jörgen Olsson               |
| 2004/2005 | EBU Circuit                     | Herrendoppel | 1     | Imanuel Hirschfeld                               |
| 2006      | Scottish Open                   | Herrendoppel | 1     | Imanuel Hirschfeld / Imam Sodikin                |
| 2006      | Hungarian International         | Herrendoppel | 1     | Imanuel Hirschfeld / Imam Sodikin                |
| 2006      | Belgian International           | Herrendoppel | 1     | Imanuel Hirschfeld / Imam Sodikin                |
| 2006/2007 | Schweden: Einzelmeisterschaft   | Herrendoppel | 1     | Imam Sodikin / Imanuel Hirschfeld (Uppsala KFUM) |
| 2007      | Swedish International Stockholm | Herrendoppel | 1     | Imam Sodikin / Imanuel Hirschfeld                |